# Возняк Михайло Степанович
Михайло Степа́нович Возня́к (3 жовтня 1881 , Вільки Мазовецькі, Цислейтанія  — 20 листопада 1954 , Львів ) — український літературознавець та фольклорист, академік АН УРСР за спеціальністю літературознавство (з 29 червня 1929 року). Депутат Верховної Ради УРСР 1-го скликання (1940–1947).

## Життєпис
Народився 3 жовтня 1881 року в селі Вільках Мазовецьких (тепер село Волиця Жовківського району Львівської області) в селянській родині.
Як зазначив в автобіографії Возняк, його батько — малоземельний селянин Степан Возняка та мати — Єва з роду Матвієвих. Усіх дітей батьки віддавали на навчання до місцевої початкової школи у рідному селі, а потім Рава-Руської семирічної школи, у якій Михайло навчався до 1895, що дало йому можливість вступити в Академічну гімназію у Львові (упродовж 1897−1904). Продовження навчання визначив випадок: молодий інтелігент (богослов Дем'ян Гура) звернув увагу на зацікавлення сільського хлопчини книжками і настійливо радив батькам конче віддати його до гімназії. Пізніше Михайло наполіг на тому, щоб до сюди записалися і два його молодші брати, заробляючи на всіх репетиторством, тобто приватними уроками з гімназистами та матуристами.
Університетські заняття на філософському факультеті Львівського університету у 1904−1908 були спрямовані на вивчення української філології як основного предмета та класичної філології як другої спеціалізації Л. Клебан зазначає: «Під час навчання в університеті М. Возняк брав участь у боротьбі українців за український університет, що розгорталася з кінця ХІХ ст.» Після здобуття університетського диплома 1908 рішенням Краєвої шкільної ради направлений на викладацьку роботу до Львівської Академічної гімназії, де працював до 1914 року. З 1911 року (за рекомендацією К. Студинського) Возняк стає дійсним членом філологічної секції НТШ, де ще з 1904 на сторінках ЗНТШ розпочав публікувати свої перші наукові розвідки. Водночас був активним учасником товариства «Просвіта», оприлюднював свої наукові і публіцистичні праці в літературних серіях «Учітеся, брати мої…» та «Народна бібліотека». Перша світова війна і московська окупація Львова знищили братів Возняка (росіяни арештували старшого брата, який у тюрмі захворів на прогресуючий туберкульоз та інфікував молодшого), сам учений під час війни вчителював на гімназійних курсах у різних містах Галичини, редагував «Вісник» у Талергофі — австрійському таборі для військовополонених українців з російської армії. У 1920–1939 роках працював у прогресивних журналах «Вікна», «Культура» тощо.
У 1929 році вчений-літературознавець був обраний академіком ВУАН, а від 1936 — АН УРСР, що не завадило йому у 1933 році разом з багатьма іншими галицькими культурними діячами публічно протестувати проти злочинних дій щодо української нації в СРСР, а саме проти організації комуністичним режимом голодомору. За принциповість своєї позиції був позбавлений членства в радянських наукових інституціях і — відповідно — грошового утримання. Все ж, від 1939 року — професор (без наукового ступеня) Львівського університету, а з 1944 року — завідувач кафедри української літератури Львівського університету. Член КПРС з 1951 року.
1940 року був обраний депутатом Верховної Ради УРСР першого скликання від Рава-Руської виборчої округи № 331 Львівської області.
Від 1951 керував відділом української літератури Інституту суспільних наук АН УРСР й очолював кафедру української літератури аж до смерті у 1954 році.
Помер 20 листопада 1954 року у Львові. Похований у Львові на Личаківському кладовищі (поле № 1). На могилі барельєф роботи скульптора Еммануїла Миська.

## Наукова діяльність
Михайло Возняк розпочав публікуватися на сторінках Записок наукового товариства імені Т. Шевченка у Львові. Це були розвідки про українські педагогічні праці XVI−XVII (так звані «граматики») та XIX століть, а саме про діяльність Лаврентія Зизанія, Івана Могильницького, Якова Головацького, Маркіяна Шашкевича, Івана Франка («Причинки до студій над писанням Лаврентія Зизанія», 1908; «Філологічні праці Івана Могильницького», 1910; «Граматика Лаврентія Зизанія 1596 р.», 1911; «Маркіян Шашкевич як фольклорист», 1911; «Оповідання про Маркіяна Шашкевича», 1911; «Життя і значіння Івана Франка», 1913; «Перша редакція „Розправи о язиці южнорускім і єго наречіях“ Якова Головацького», 1914 та ін.). Після поразки українських визвольних змагань у 1917−1920 роках учений відмовився від польського громадянства і втратив можливість працювати в офіційних державних освітніх установах, тому зосередився на науковій і публіцистичній діяльності, друкувався в українській галицькій періодиці (особливо продуктивною була співпраця з педагогічним журналом «Учитель»), а також (головно під впливом і за посередництвом М. Грушевського, з яким Возняк активно співпрацював) в галицьких прокомуністичних виданнях та часописах УРСР («Вікна», «Культура», «Нові шляхи», «Червоний шлях» та ін.). У Львові вчений, незважаючи на відмову у працевлаштуванні в державних польських установах, разом з колегами за фахом викладає у підпільному Львівському університеті, що діяв з вересня 1921 до кінця 1925.
Парадигма наукових зацікавлень навіть раннього Возняка надзвичайно велика, діапазон філолога-дослідника дуже широкий. Він досліджував стародруки, полемічну літературу XVI—XVII століттях, історію становлення і розвитку українського театру, зародження і функціонування старослов'янської мови як літературної, перші граматики української мови, фольклор. Упродовж усього свого наукового життя Возняк виявляв пристрасну увагу до новинок спеціальної літератури із згаданих галузей знань і систематично їх рецензував. Саме з рецензії розпочалася його дослідницька робота, коли молодий учений в 1907 опублікував відгук на працю І. Свєнціцького «Обзор сношений Карпатской Руси с Россией в первую половину ХІХ в.»
Особлива роль в українському літературознавстві належиться Вознякові за актуалізацію і популяризацію зв'язків письменників материкової України і Галичини, де він продовжив відомі інтенції І. Франка, спрямовані на те, аби об'єднати в одне русло культурне життя двох, штучно відмежованих одна від одної частин України. М. Возняк оприлюднив багато невідомих матеріалів про зв'язки з галицьким українським культурним середовищем Лесі Українки, М. Коцюбинського, І. Нечуя-Левицького, П. Грабовського, діячів театру корифеїв кінця XIX поч. XX ст.; вивчав та популяризував творчі біографії І. Котляревського, Г. Квітки-Основ'яненка, Т. Шевченка (зокрема — про рецепцію його творчості у Західній Україні), Л. Боровиковського, М. Шашкевича, Панаса Мирного, І. Нечуя-Левицького, П. Грабовського, М. Коцюбинського, Лесі Українки, В. Стефаника та інші. Треба відзначити мовознавчу і фольклористичну спадщину Возняка, його діяльність як історика української журналістики, дослідника українського підручника з літератури і мови, педагога-методиста і завідувача кафедри, наукового керівника й очільника літературознавчої ґенерації та наукової школи, громадського і національного діяча, який вивчав також культурні взаємини слов'янських народів, цікавився історією козаччини. Безперечно, основні здобутки залишив у площині літературознавчій, де виокремлюємо чотири основні напрями: дослідження давньої української літератури і фольклору, історія літератури, шашкевичезнавство, франкознавство.
Найбільшою за обсягом частиною ранньої літературознавчої спадщини Возняка є його дослідження з давньої української літератури. Вознякові публікації українських пісень характерні конкретністю, точністю і доказовістю. Культурне життя України XVII−XVIII століть стало предметом дослідження і в інших працях вченого, який серед великої кількості різних писемних пам'яток того часу зумів знайти цінні матеріали з давньої літератури. Більшість із них опублікував на сторінках ЗНТШ, коли під впливом свого учителя Кирила Студинського почав досліджувати творчість полеміста Лаврентія Зизанія. Праця Возняка «Початки української комедії», як і його розвідки, присвячені Лаврентію Зизанію, Іову Борецькому, Памві Беринді, українським віршам і пісням XVII−XVIII століть, стали тим важливим матеріалом, на якому будувався монументальний компендіум з давньої літератури — трьохтомна «Історія української літератури», що вийшла у Львові в 1920−1924 роках. Цінний університетський авторський підручник перевидав у 1992−1994 М. Гнатюк. Видання супроводжувала його передмова, де з'ясовано причини довголітнього вилучення Вознякової книги із наукового обігу, несправедливі ідеологічно мотивовані закиди радянської соціологічної критики, зокрема О. Білецького: «Виклад М. Возняка переважно фактографічний, описовий, позбавлений будь-якої оригінальності в освітленні фактів»; «Подібно до давніх українських націоналістів, М. Возняк будує свою „Історію…“ на ідеї відрубності українського народу від російського, який сформувався, на його думку, пізніше, внаслідок змішування переселенців з України з фінськими і тюркськими елементами». Ідея національної ідентичності, історичного генезису у праці історика української літератури безумовно викликала виразно тенденційний спротив шовіністичної російської, а потім і радянської критики. Детальний аналіз доктринерської марксистсько-ленінської методології О. Білецького та його «оцінки» історико-літературознавчої концепції М. Возняка здійснив у «Післяслові» до цитованого видання «Історії…» 1992−1994 М. Нечиталюк, який абсолютно точно вбачав в основі літературознавчої методології Возняка «історико-літературну концепцію українства у найширшому розумінні, що збігається з поняттям етногенезу українського народу і його культури», висновував «вихідну історичну концепцію України» у праці академіка Возняка із розвідок І. Франка та М. Грушевського. Сучасний літературознавець В. Микитюк відзначив також важливу роль «Історії літератури руської» Ом. Огоновського, що послужила своєрідною ідеологічною матрицею і джерелом матеріалів для Возняка: «„Історія літератури руської“ Омеляна Огоновського за своїми естетичними підходами виразно проромантична, а тому бачимо доволі холодну оцінку попередніх епох, зокрема Просвітництва, літератури бароко та класицизму; створена уже в іншу добу праця Михайла Возняка виявляє характерну для європейського позитивістського літературознавства рису: на ієрархізацію та поцінування літературних явищ впливали актуальні ідейно-політичні норми, що означало на практиці пошанування класицистичних і реалістичних течій».
Значні здобутки Возняка у вивченні та популяризації спадщини «Руської трійці», зокрема М. Шашкевича, відзначив львівський філолог Н. Федорак: «Досі найповнішим виданням його писань — і оригінальних, і перекладних — залишається те, яке підготував ще до 100-літнього ювілею майбутній академік Михайло Возняк і яке побачило світ у Львові 1912 року як окремий „Збірник фільольоґічної секції Наукового Товариства імені Шевченка“». Виданню «Писання Маркіяна Шашкевича» (Збірник Фільольогічної секції Наукового Товариства імені Шевченка. Львів. Т. XIV. 294 с.), що його підготував Возняк, передувала його розвідка « Маркіян Шашкевич як фольклорист (1911)». Власне, вже тоді розпочались безпосередні контакти Возняка з Іваном Франком. Варто назвати одну із перших помітних Франкових оцінок-рецензій діяльності Возняка, а саме згадану вище шашкевичезнавчу., що відіграло важливу роль у житті молодого вченого. Франко помітив здібності дослідника, допоміг йому критичними вказівками, відзначив як позитивну якість науковця скрупульозний і точний метод дослідження, що назавжди стало визначальним у практиці літературознавця: «Із трьох згаданих адептів рутеністики М. Вознякові треба признати найбільшу працьовитість та найліпше вироблений метод точного, скрупулятного до найменших дрібниць досліду язикових та літературних явищ. Можна ще спеціальніше зазначити, що головним центром їх праць та наукових дослідів є так звана „руська трійця“ відродителів духового та літературного життя в Галичині, а особливо особа Маркіяна Шашкевича. Розвідка добродія Возняка, якої заголовок подано вище, визначається всіма прикметами совісно виконаної, переважно бібліографічної праці…». Згодом, значні здобутки Возняка у вивченні та популяризації спадщини Шашкевича відзначив Н. Федорак: «Досі найповнішим виданням його писань — і оригінальних, і перекладних — залишається те, яке підготував ще до 100-літнього ювілею майбутній академік Михайло Возняк».

## Праці
Автор багатьох наукових праць, присвячених життю й творчості українських письменників, українського фольклору й театру, культурним взаєминам слов'янських народів. Жваво цікавився історією козаччини.
Опублікував статті «Виправа запорожців на Перекоп 1608 р.» (1930), «Хто ж автор так званого „Літопису Самовидця“?» (1933), «Псевдо-Кониський і Псевдо-Полетика», «„Історія Русів“ у літературі й науці» (1939).
Автор «Історії української літератури» (Т. I−III; 1920–1924).
Автор праць з історії давньої української писемності («Матеріали до історії української пісні і вірші. Тексти й замітки», т. 1–3, 1913–1925; «Початки української комедії. 1619−1819», 1919; «Історія української літератури», т. 1–3, 1920–1924), про життя і творчість письменників XIX — поч. XX ст. (І. Котляревського, Г. Квітки-Основ'яненка, Т. Шевченка, Л. Боровиковського, М. Шашкевича, Панаса Мирного, І. Нечуя-Левицького, П. Грабовського, М. Коцюбинського, Лесі Українки, В. Стефаника), з фольклору, історії українського театру, міжслов'янських культурних взаємин, мовознавства, історії правопису, про підручники з граматики в Галичині («Причинки до студій над писаннями Лаврентія Зизанія», 1908; «Філологічні праці Івана Могильницького», 1910; «Галицькі граматики української мови першої половини XIX в.», 1911; «Граматика Лаврентія Зизанія 1596 р.», 1911; «Перша редакція „Розправи о язиці южнорускім і его наречіях“ Якова Головацького», 1914; «Уривок граматики давньої церковнослов'янської мови в порівнянні з українською», 1924; «Український правопис із словничком», 1929; «З приводу фотокопії „Русалки Дністрової“», опубл. 1984).
Особливо вагомим є внесок Возняка у вивчення біографії і творчості Івана Франка. Він започаткував новий розділ у франкознавстві — вивчення світогляду Івана Франка. Опубліковано ряд недрукованих творів І. Франка, підготував і видав «Листування І. Франка і М. Драгоманова» (1928), реконструював твори «Лель і Полель», «Не спитавши броду», «Іригація» тощо.
Упорядник книги «Українські народні казки» (томи 1–3, 1946–1948). Вивчав історію української журналістики.
Варто відзначити той факт, що Возняк в останні роки знаходився під постійним ідеологічним та цензурним тиском, і навіть у посмертному виданні цієї книги упорядники писали у передмові: "Дійсний член Академії наук УРСР Михайло Степанович Возняк (1881−1954) був знавцем і дослідником творчості Івана Франка. Протягом кількох десятиріч він плодотворно працював над дослідженням спадщини великого письменника, документів і матеріалів про його громадську і наукову діяльність. В працях М. Возняка були істотні суперечності, виявлялась слабкість методів дослідження. Але вони завжди відрізнялись багатством фактичного матеріалу, науковою точністю опрацювання.
На основі генологічних класифікацій вітчизняних і зарубіжних теоретиків літературознавства доцільно здійснити систематизацію франкознавчої, історико-літературної, критичної спадщини Возняка, а саме, виокремити рецензії, анотації, огляди, нариси, статті, літературні та наукові портрети, брошури, бібліографічні розвідки, супровідні статті до опублікованих праць, реноваторські розвідки та синтетичні монографії.

## Періодизація літературознавчого доробку М.Возняка

### Австрійський період
- Апокрифи і легенди з українських рукописів зібрав і упорядкував др. І. Франко. ‒ Львів: «Літературно-Науковий Вісник», 1910. — Т. 5. — кн. 12. — С. 630—631.
- Франко І. Панські жарти. Поема з останніх часів панщини, четверте доповнення. — Львів: Неділя, 1912. — № 4. Життя і значення Івана Франка. — Львів, 1913. — 40 с.
- Іван Франко з нагоди ювілею сорокалітньої літературної праці. — Львів: Ілюстрований народний календар т-ва «Просвіта», 1913. — С. 49-67.
- Епізоди культурних зносин галицької і російської України в І половині ХІХ в. — «Записки Укр. Науков. Т-ва в Києві», 1914. — Т. 13. — С. 53-142.
- Пам'яті Івана Франка. Опис життя, діяльності й похорону. Зладив Михайло Возняк. — Відень,1916. — 92 с.

### Період міжвоєнного двадцятиріччя (1920—1939)
- Два співаники половини та третьої чверті 18 ст. // ЗНТШ. Т. 133, 1922. — С. 115—172.
- На порозі студій над Іваном Франком // Діло. — Львів, 1925. — № 118.
- З життя й діяльності Івана Франка в рр. 1881—1884 (його листи до Івана Белея) // Культура. — Львів, 1925. — № 1. — С. 53-68; № 2. — С. 43-77.
- З недрукованих творів Івана Франка // Культура. — Львів, 1925. — № 4. — С. 2-18.
- З ненадрукованих творів Івана Франка. І. Франко. «Історія товпки солі». Поема, посвячена пам'яті батька мого, Яця Коваля // Культура. — Львів, 1925. — № 5. — С. 74-94.
- З недрукованих поезій Франка // Світ. — Львів, 1925. — № 5.) Сюди ж належить Емпіричний етап збирання, публікації і реновації Франкових текстів: З ненадрукованих творів Івана Франка. І. Франко. «Історія товпки солі». Поема, посвячена пам'яті батька мого, Яця Коваля // Культура. — Львів, 1925. — № 5. — С. 74-94. Недрукована поема Франка «Св. Валентій» // Червоний шлях. — Харків, 1926. — № 9. — С. 5-40. З невикінченої повісті Франка «Не спитавши броду» // Червоний шлях. — Х.,1927. — № 1. — С. 5-54. Матеріали до життєпису Франка (З додатком двох недрукованих його автобіографій) // За сто літ. — Харків — Київ, 1927. — Кн. 1. — С. 166—186. «Терен у нозі». Надрукована поема І.Франка // За сто літ. — Харків — Київ, 1927. — Кн. 1. — С.266-273. «На вершку» Івана Франка. Кілька хвиль з життя людей «нічо не зробивших». Оповідання // За сто літ. — Харків — Київ, 1928. — Кн. 2. — С. 251—272. «Гутак». Недрукований початок повісті Івана Франка // За сто літ. — Харків — Київ, 1929. — Кн. 4. — С. 201—224. І. Франко «Лель і Полель», сучасна повість // Твори, т. ХХХ. — Київ, 1929. — С. 312. «Не спитавши броду» (Невикінчена повість І.Франка) // Діло. — Львів, 1929. — № 99. Спроба відбудови незакінченої повісті Івана Франка «Не спитавши броду» // Червоний шлях. — Харків, 1929. — № 1. — С. 5-33; № 2. — С. 5-22. Франкові «Три князі на один престіл» // Діло. — Львів, 1929. — № 182.

### Радянський довоєнний період (1939–1941)
Автобіографічний елемент в оповіданні Франка «На дні» // Рад. літ. — Київ, 1940. — Кн. 5-6. — С. 73-153.  Незакінчена трилогія Івана Франка «Чорна хмара» // Рад. Літ. — Київ, 1940. — № 11-12. — С. 333—342. Франків «Рябина» // Записки історичного та філологічного факультетів ЛДУ, 1940. — Т.1. — С. 203—223.

### Німецький період (нацистська окупація)
До статей Франка про німецьку літературу // «Львівські вісті», 1942. — Ч. 93-98. Іван Франко та Андрій Чайковський // Краківські вісті, 1942. — Ч. 109—118. Невідомий голос І. Франка в університетській справі // Краківські вісті, 1942. — Ч. 148. Німецька доповідь Франка для Шведа про Україну // «Львівські вісті», 1942. — Ч. 133—136 і оправлення похибок Ч. 138. Початок пісні про Нібелунгів в переспіві Франка // «Львівські вісті», 1942. — Ч. 264—266. Шум за вплив Анцингрубера на Франка // «Львівські вісті», 1942. — Ч. 282, 283, 284. Власне тут багато не актуалізованих фрагментів Вознякової спадщини.

### Період повоєнного десятиріччя (1944–1954)
Титан праці. Життя і творчість І. Франка // В. Укр. — Львів, 1946. — 93 с. Нариси про світогляд Івана Франка // ЛДУ. — Львів, 1955. — 194 с. З життя і творчості Івана Франка // Вид. АН УРСР. — Київ, 1955. — 304 с.

### Бібліотека М.Возняка
Особиста бібліотека М. Возняка після його смерті нараховувала близько п'ятнадцяти тисяч книжок та періодичних видань, однак, як зауважив М. Мороз, «з надзвичайною старанністю зібрана франкіана — усі прижиттєві видання І. Франка, періодика, яку виявив письменник, або в якій надруковані його твори, а також видання творів та критичної літератури, що появилась у пізніших роках. Усі книжки й журнали в гарних і цінних обкладинках, немає в них ніяких позначок, підкреслень». Ще одна дослідниця та укладачка фонду М. Возняка описує основні етапи формування цього фонду, вказує на те, що більшість книг з колекції придбав сам вчений або ж вони були йому подаровані: «Михайло Возняк був відомим колекціонером української книги. Історія формування бібліотеки вченого починається з книжки І. Барвінського, на якій зберігся дарчий напис „Для Михайла Возняка ученика ІІІ кляси за похвальні звичаї і тривалу пильність. Рава, дня 12 липня 1895“. М. Возняк не шкодував ні часу, ні коштів на придбання книг. Шляхи формування книжкової колекції були різними: купівля у видавництвах, книгарнях, у колекціонерів, багато книжок йому дарували, про що свідчать дарчі надписи». Частину цього книжкового фонду становлять рукописні матеріали М. Возняка, які передані у «Відділ рукописів» ЛНБ ім. В.Стефаника під позначкою «Ф. 29». У цьому відділі знаходяться біографічні та персональні документи М. Возняка, рукописи наукових робіт і матеріали до них: «Велетень думки і праці» − монографічне дослідження присвячене Іванові Франку; бібліографія творів різних авторів про життя і діяльність І. Франка; біографія Франка «Від дитинства до повноліття», передмова та «вступні зауваження» до збірника «З життя і творчості І. Франка»; збірник статей «З періоду формування світогляду Івана Франка», твори та листи Івана Франка; виписки з архіву Франка, а саме листування польською мовою; стаття «Вимоги Франка від української літератури». Збережено у фонді виписки статей Франка про літературу та пояснення до них, різні документи, що стосуються діяльності Франка з 1900 року.

## Взаємини з Іваном Франком
Детально проаналізовано прижиттєві контакти Франка і Возняка у статті М. Легкого, де досліджено відомі прижиттєві контакти науковців, полемічні вузли, відгуки й рефлексії класика нашого письменства про молодшого колегу, піднято великий фактографічний матеріал. Автор відзначає той факт, що Франко одним із перших відгукнувся про наукові публікації Возняка, відзначив активність молодого вченого, загалом схвально оцінив його перші наукові розвідки, однак статтю «Життя і значення Івана Франка» (1913) зганив за фактологічні і стильові похибки. Про Франкову рецепцію Легкий пише так: «Отже, І. Франко високо поціновував ранні літературознавчі студії М. Возняка, вважав їх цінними здобутками науки про літературу та фольклор, стежив за розвитком його таланту. У діалозі представників старшої й молодшої генерацій голос молодого вченого лунав чітко й упевнено. Полеміку з боку І. Франка викликали окремі фактичні неточності й помилки, що їх припускався М. Возняк і що стосувалися насамперед біографії поета» (Легкий М. Голос у діалозі генерацій.
Варто відзначити цей епізод у науковій біографії Возняка, адже після жорсткої, але справедливої критики Франка до опрацювання цієї проблематики вчений повернувся лишень у середині 20-х років XX ст., коли визнання наукової громадськості отримали праця над тритомною історією української літератури, дослідження давньої української літератури, творчості Маркіяна Шашкевича і Тараса Шевченка. «Опублікувавши ще в 1913 розвідку, присвячену Франкові, вчений протягом усього життя досліджував його творчість, що дозволило йому надрукувати ряд невідомих на той час творів письменника і написати велику кількість статей, рецензій, монографічних досліджень».
Друкована франкіана М. С Возняка налічує до 130 позицій, неопублікована — до 50.

### Возняк як засновник франкознавства
Саме Возняк започаткував новий напрямок в українському літературознавстві − франкознавство. «Різноманітна й напрочуд плідна організаційно-наукова діяльність академіка Возняка у вивченні спадщини найбільшого після Шевченка українського письменника, його власна колосальна продукція з її високим науковим рівнем, виховання франкознавчих кадрів і накреслення перспектив дальших досліджень — усе це дає нам повне право іменувати академіка Михайла Возняка фундатором українського франкознавства», — так точно окреслив коло франкознавчих студій М. Возняка його видатний учень. Денисюк дуже рельєфно вказав на «франкознавчу парадигму» — різноаспектну дослідницьку діяльність Возняка у франкознавстві (наукову, організаційну, пошукову, реноваційну, популяризаторську, розвиток і виховання учених-франкознавців, перспективне планування франкознавчих студій та інституцій і т. д.).
Возняк перший збагнув та відзначив універсалізм генія Івана Франка, виняткове значення його діяльності в українському літературному процесі та необхідність комплексного вивчення спадщини великого мислителя. Глибинне розуміння у франкознавця йшло від того, що молодий учений формував свій інструментарій у безпосередньому спілкуванні з самим Іваном Франком, вивчаючи і рецензуючи деякі його праці. В українському літературознавстві Возняк також є автором перших спроб створення синтетичних монографій про життя і творчість Івана Франка. Етюдами до дослідження такого типу І. Денисюк вважав возняківські брошури «Життя і значення Івана Франка» (Львів,1913), «Пам'яті Івана Франка. Опис життя, діяльності й похорону» (Відень, 1916). Завдання та перспективи франкознавства окреслено у Возняковій публікації до десятиріччя з дня смерті Івана Франка. У її назві підкреслено етапу франкознавства, а в самій розвідці започатковано термін «франкознавство». Після Другої світової війни Возняк видав монографію про свого вчителя під назвою «Титан праці». Автор розвивав, доповнював та удосконалював монографію до кінця свого життєвого шляху, тож наступна книга — «Велетень думки і праці: Шлях життя і боротьби Івана Франка» (Львів, 1958) — вийшла вже після його смерті. На думку І. Денисюка, вона «була синтезом евристичних пошуків дослідника, його історико-генетичного підходу до тексту та ідейно-художньої інтерпретації твору на тлі життя і суспільно-політичної боротьби автора».
Новим етапом, навіть цілою епохою у франкознавстві називав монументальну постать академіка Михайла Возняка з його скрупульозними й глибинними студіями спадщини Каменяра видатний український франкознавець, бібліограф і текстолог М. Мороз, особливо відзначаючи праці, опубліковані у 1940−1941: «Автобіографічний елемент в оповіданні Франка „На дні“», «Еліза Ожешко і Іван Франко у взаємному листуванні», «Іван Франко у виданнях, редагованих Лукичем», «Рябина», «Вимоги Франка від української літератури», «До джерел Франкового Похорону».Також бібліограф систематизував Вознякові розвідки про Франка у періодиці («До історії тексту „Украдене щастя“ І. Франка», «Франко як дослідник і історик української літератури», «Тюремні чернетки Івана Франка», «Франко і Шевченко», «Іван Франко в автобіографічних висловах», «Про принципи видання творів І. Франка», «Іван Франко в боротьбі з Ватиканом, як лютим ворогом слов'янських народів», «Хто автор „Слова від видавництва“ до Франкового перекладу „Мертвих душ“ Гоголя?», а про книжку М. Возняка «Титан праці. Життя і творчість Івана Франка» (Львів, 1946) зазначив, що це одне з перших радянських монографічних досліджень біографії і творчого шляху письменника, книга, яку попри багатство на фактичні матеріали, «більшість з яких — цитати з невідомих на той час джерел», рецензенти не оцінили прихильно. Натомість, вважає М. Мороз, дослідження «Велетень думки і праці. Шлях життя і боротьби Івана Франка», було прихильно зустрінуте критиками. Книга багата фактичним матеріалом, систематизованим і ґрунтовним викладом усіх подій біографії та творчості І. Франка. У 1955 році вийшла книжка «З життя і творчості І. Франка», вона включає 18 статей про майже всі періоди життя і творчості І. Франка. В цьому ж році посмертно вийшла ще одна збірка «Нариси про світогляд Івана Франка», вона включає три більші статті: «Автобіографічний елемент в оповіданні Франка „На дні“», «Перший наддністрянський прогресивний журнал» (це дослідження про періодичні видання І. Франка «Громадський друг», «Дзвін», «Молот»); та третя ‒ «Формування світогляду Івана Франка»".
Повертаючись до перших франкознавчих спроб Возняка, можна зазначити, що багато його публіцистично-літературознавчих характеристик стали хрестоматійними, своєрідними кліше-метафорами, однак залишаються продуктивними і сьогодні: «Від смерти Шевченка поза Михайлом Драгомановом ніхто з Українців не здобув собі більшого імени на всіх українських землях, як в австрійській, так і російській Україні, ні один із українських письменників поза Шевченком не має такого розголосу межи чужими, славянськими та неславянськими народами, як др. Іван Франко. А вже найбільше популярне ім'я д-ра Франка в галицькій Україні. Вдумчивий вихованець середньої школи бере собі за приклад „Бориса Граба“, одушевляється чарівними сценами громадського життя карпатської Руси XIII стол. в „Захарі Беркуті“. …Схоплені з дійсного життя „Звірячий буджет“ та інші. Чотири десятки літ минає в 1913, як др Франко виступив перший раз на літературнім полі, а про своє житє, про свою працю і змагання за той час може з найбільшим правом сказати до українського народа: Я весь вік свій, весь труд тобі дав У незломнім завзятю, Підеш ти у мандрівку століть З мого духа печатю». «…Мій український патріотизм се не сентимент (чулість), не народна гордість, то тяжке ярмо, вложене долею на мої рамена. Можу здрігатися, можу тишком проклинати долю, що вложила мені на рамена се ярмо, але скинути його не можу, не можу шукати іншої вітчини, бо я став би підлим оглядом власної совісти…».
Детальний життєпис Франка, Франкові рефлексії про школу, гімназію та університет в інтерпретації молодого франкознавця 1913 не викликали повної сатисфакції у зрілого письменника. Головно його претензії (окрім окремих фактичних неточностей опису життя і публікації текстів) стосувались тих сторінок брошури, де було охарактеризовано педагогів Франка і якість освіти. «Про тенденційну соціологізацію, художній вимисел ранніх оповідань про школу, що було зумовлено світоглядом та політичними поглядами митця кінця 70-х — середини 80-х років, свідчать Франкові тексти, які він написав у 1912−1913 рр. („Причинки до автобіографії“, „Спомини із моїх гімназіальних часів“, „В інтересі правди“) у відповідь на спробу біографів (І. Ющишин, С. Єфремов, М. Возняк) подати історію його життя на основі художніх творів». Все ж таки інформація у брошурі Возняка «Життя і значення Івана Франка» була особливо цінною, оскільки її міг верифікувати ще сам письменник. З цієї праці Возняка стали відомими для широкого загалу перипетії студентського життя Франка, участі у часописі «Друг» та «Академіческому кружку»; перші публікації творів, вплив М. Драгоманова та ін. «…Незвичайно бистроумний політик Михайло Драгоманов в редакцію „Друга“ післав він три листи, надруковані там же… Закидав нашій молодіжи, що вона під культурним і науковим оглядом остала поза тодішнім європейським рухом, що лінива в думанню, що не достає до етичних засад. Під впливом листів Драгоманова став „Друг“ писати чистою народною мовою, а наше літературне житє значно оживилося. Зворот Франка до поглядів Драгоманова зазначився уже в повісти Франка „Петрії і Добощуки“, в якій при кінці піднесено вагу читалень і господарських спілок», — писав дослідник. Власне, ця праця Возняка є однією з перших науково-популярних біографій, з якої читач дізнався правду про арешти Франка, історію створення більшості його прозових і драматичних текстів, поетичних збірок, редакторську діяльність, обставини громадського та особистого життя. Літературно-критичного аналізу Франкових текстів у брошурі Возняка практично немає, а опис зведено до пафосного контатування та загальників-кліше: «Працював Франко на всіх можливих полях літератури…». «Зів'яле листя» перше видання 1896, що здобуло йому невмирущу славу поета. Перлини особистої лірики є в збірці «Із днів журби». «Semper tiro» дають нагоду читачеві дізнати справжньої артистичної розкоші. З поетичної творчости Франка на філософічні теми його збірка «Мій Ізмарагд», рід повного курсу практичної життєвої, християнської моралі, в другім виданню «„Давнє й нове“ значно доповнена». «Був тим пекарем, що пече хліб для щоденного вжитку».
Також головно фактографічне значення має хронологічно наступна праця Возняка «Пам'яті Івана Франка. Опис життя, діяльності й похорону», що складається з п'яти розділів, короткий зміст яких вичерпно характеризує брошуру-етюд: І. Прометеєві України (возвеличення Франка як письменника, який трудився все життя для свого народу). ІІ. Іван Франко (Шкільні роки. Під впливом Драгоманова. Перший арешт. Каменяр. Другий арешт. Дальша праця Франка до кінця першого періоду діяльності. В наймах. Третій арешт. Франка признають першорядним письменником. Лід проламаний. Франко основатель радикальної партії. Нові розчарування. Третя доба життя й діяльності Франка. 25-літній ювілей літературної творчості. На вершині творчості. Наукова діяльність). ІІІ. Смерть і похорон Івана Франка (Останні хвилини життя. Під враженням смерті Івана Франка. У власній хаті поза Львовом. Остання прислуга. Промова президента Загальної української ради. Похоронний похід. Промова представника українських культурних товариств. Промова представника української преси. Промова голови української радикальної партії й Української Бойової Управи. Промова представника Українського Січового Війська. Промова делегата Волині. Промова представника рідних околиць Франка. Промова представника української академічної молоді. Промова представниці українського жіноцтва. Промова представника української соціально-демократичної партії). IV. З голосів преси. V. Заповіт.
Як і в попередній праці, Возняк описує і систематизує відомі і невідомі факти з життя і творчості мислителя, лише подекуди вдаючись до авторського аналізу змісту і структури художніх творів: «В оповіданнях Франка пересувається перед очима читача ряд героїв: дитина, жінка, мужик, Жид, злодій, арештант, та в усіх них старається Франко віднайти божу іскру». Звісно, дослідження має також всі ознаки некрологу-панегірика, що зумовлено відходом письменника.
Наступна велика монографія Возняка про Франка датована аж 1946 роком. За тридцять років наукової праці Возняк не тільки відбувся як літературознавець, але й виробив свій стиль аналізу і синтезу літературного процесу та творчості окремих митців, зокрема Франка. На перешкоді справді об'єктивного наукового аналізу у цій роботі літературознавця стояли ідеологічні цензурні рамки, у які потрапив франкознавець за часів совєтської окупації. Тому тут так помітні виразні «каменярські» акценти у доборі матеріалу про Франка: біографічні відомості про життєвий і творчий шлях Івана Франка, етапи його формування як особистості та вплив навколишнього середовища на творчість майбутнього письменника (три арешти, розчарування у коханні, провал Франкової доцентури, співпраця з українськими та закордонними виданнями, участь Франка у депутатських виборах до ради тощо). Возняк у цьому дослідженні показує, який важливий вплив мало листування Франка з М. Драгомановим на формування світогляду молодого письменника: «Свідоцтво цього враження видно до деякої міри в листах Павлика до Драгоманова. В листі з липня 1876 Павлик стверджував, що Франко жалував своїх таких слів із початку того року: „Я пишу для інтелігенції“». А 2 листопада того ж року Павлик писав до Драгоманова, що Франко змінився так, що його не впізнати. «Він хотів відібрати собі життя, що таке перед тим думав і писав… Той чоловік, що казав мені торік: „Я не думаю писати по-хлопськи, за хлопів і для хлопів“, тепер зовсім перевернувся» — писав вчений. Також у цій праці подано історію видання «Друга» та працю Франка у цьому видавництві, його етапи розвитку та занепаду. «Старші науковці і попи нас цуралися, при нас стояла тільки горстка молодежі, тим часом, коли нам самим треба було ще багато вчитися». М. Возняк подає історію видання Франкових творів, обставини та життєві ситуації з дитинства та молодечих років, які Франко змальовує у своїх автобіографічних оповіданнях («Олівець», «Малий Мирон», «На дні» та ін.), детально досліджує співпрацю Франка з «Зорею» та «Kurjerom Lwowskim», роботу в останньому Франко називав «працею в наймах у сусідів».
Наступні з'явились 1955. Перша з них — це «Нариси про світогляд Івана Франка» (Львів, 1955. 193 с.) Це дослідження складається з трьох розділів. Перший має назву «Автобіографічний елемент в оповіданні Франка „На дні“». Мета цього розділу, як про це свідчить заголовок, — витлумачити автобіографічний елемент в оповіданні Франка «На дні». «Суспільно-психологічна студія» Франка, вважає Возняк, має прототипом самого письменника, але дискусійним є питання, наскільки глибоко автобіографічний цей твір. Літературознавець досліджує уривки з оповідання, що змальовують несподівані ускладнення першого кохання Франка до Ольги Рошкевич (названої в оповіданні Ганею). Возняк використовує для аналізу матеріали листування Франка з Ольгою Рошкевич, де письменник коментує план написання цього твору: «Маю план до більшої повісті, котра, якби її скінчити добре, стала б голосна не тільки в нашій богоспасаємій Галичині, а забігла б трохи далі. Тенденція її тепер на часі, — становить предмет спору у французькім парламенті, про то пишуть найбільші газети, — а піднесення голосу в повісті, основаній чисто на фактах і на фізіологічно-психологічних спостереженнях, могло б додати ваги аргументам, зиськати для справи широку публіку. Ся тенденція — знесення тюрем… Ось таку тенденцію буде мати моя повість, хоть, розуміється, факти не будуть до неї накручувані, а вона мусить просто і ясно з них випливати…».
Назва другого розділу — «Перший наддністрянський прогресивний журнал». Тут подано відомості про «Громадський друг» та участь Івана Франка у цьому журналі. Возняк наголошує на просоціалістичних тенденціях у діяльності Франка: «Громадський друг» виходив у Львові в 1878 році і був, за словами Франка, гарячим викликом тодішній націоналістичній і ліберальній українській інтелігенції Наддністрянщини.
У третьому розділі йдеться про формування світогляду Івана Франка на основі документів з 1878−1881, фактографічний матеріал яких використаний у цьому розділі. М. Возняк проводить думку про те, що Франко визнавав вплив на формування його світогляду та формування реалістичного напрямку творчості російської літератури, зокрема творів Льва Толстого і Івана Тургенєва, а також Еміля Золя. Систематизуючи франкознавчу діяльність М. Возняка, треба відзначити піонерську роль в організації наукового франкознавчого щорічника. За його почином та за безпосередньої участі вийшло 5 перших випусків, де його статті були найвагомішими, а публікував він їх по декілька в одному номері. І. Денисюк писав, що Возняк був фундатором щорічного збірника «Іван Франко. Статті і матеріали», який почав виходити з 1948 року при кафедрі української літератури. Збірник не перестав виходити до наших днів, хоча зазнав різних модифікацій.
Упродовж десятиліть Возняк готувався до написання синтетичних праць про Франка, публікуючи ряд недрукованих творів І. Франка, реконструював твори «Лель і Полель», «Не спитавши броду», «Іригація», «Гутак» тощо. «Аналізуючи франкознавчу спадщину Возняка, ми бачимо глибоко усвідомлену концепцію стадіальності у спорудженні задуманого монументального „храму“ франкознавства, Возняк здійснює понад 80 публікацій невідомих франківських матеріалів — текстів художніх творів, статей, листів». Науковець відновлює життєписні факти Франка, встановлює обставини написання та публікації багатьох художніх та публіцистичних творів, зробивши вагомий заділ для формування системної бібліографії його спадщини. Особливе місце у колі наукових інтересів посідає дослідження специфіки сатири Франка, адже саме академік «… визначив місце Франкової сатири у творчій спадщині письменника, кваліфіковано проаналізував багато його творів різних жанрів — памфлетів, сатиричних комедій, поем, оповідань, епіграм тощо. М. Возняк визнавав за Франком неабиякий його внесок в розробку теорії сатири й гумору, в обґрунтування питання про органічний зв'язок літературної і народнопоетичної сатири».
Автентичні архівні матеріали про Франка, зокрема епістолярій, були визначальними для комплексного освоєння спадщини письменника. Важливим здобутком Возняка стали підготування до 100-річчя письменника «Листування з Ольгою Рошкевич», а також листування Франка з Климентиною Попович, що їх надрукував дослідник. Епоху, історичний колорит, генезис творів та особливості тривання загальнонаціонального культурного процесу в Україні кінця XIX — початку XX віку і місце у ньому Франка розкривають возняківські публікації листів оточення Франка (А. Чайковського, К. Устияновича, О. Білінської, М. Коцюбинського, Е. Ожешко, Олени Пчілки та ін.). Надзвичайною подією в науковому житті України стала повна збірка листів І. Франка та М. Драгоманова (1877−1895) за виданням Комісії Західної України Всеукраїнської Академії Наук (Київ, 1928). У «Передньому слові», яке підписали академіки М. Грушевський та К. Студинський, зазначено: «Наш шановний товариш Михайло Степанович Возняк взяв на себе велике діло пієтизму до сих двох корифеїв західньо-українського життя: за автографами Наукового Товариства ім. Шевченка і Українського Національного Музею він провірив Франкову збірку і доповнив її листами Франка до Драгоманова, а також і деякими листами Драгоманова, що не ввійшли до Франкового видання». Перевидання у 2006 цих «документів епохи» повернуло в активний науковий обіг унікальний корпус листування двох велетів нашої культури, без чого неможливо якісно досліджувати ні розвиток літературного процесу в Україні останньої чверті XIX ст., ні національний поступ того часу.
У контексті загальної франкознавчої діяльності М. Возняка особливе місце посідає підготовка і видання спадщини І. Франка, про що вчений висловлював думку ще за життя класика, маючи на увазі повне зібрання творів. Дослідник ґрунтовно вивчив франківські концепції історії української літератури на основі опублікованих і недрукованих матеріалів. Врешті, повернув українській культурі багато невідомих та забутих текстів Франка і про Франка. В оригінальному, аналітичному та по-доброму тенденційному «Післяслові» М. Нечиталюка до другого видання Вознякової «Історії української літератури» міститься багато подробиць наукового життя академіка у 40−50-х роках, зокрема, детально описано факт відсторонення Возняка, безперечно найбільшого франкознавця того часу, від видання 20-томового зібрання творів І. Франка. «На ґрунті редагування творів І. Франка відбувся конфлікт між М. Возняком і дирекцією київського інституту літератури, а точніше тодішнім директором інституту академіком О. І. Білецьким. Це сталося після того, коли М. Возняк виступив у „Віснику Академії наук УРСР“ (К.,1951. № 7. С. 48−51) зі статтею „Про принципи видання творів Івана Франка“. По суті, зіткнулися дві школи в українському літературознавстві: науково-академічна школа західноєвропейського зразка (М. Возняк) і науково-популярна практика текстологічних видань спадщини українських класиків (О. Білецький). Цей „академічний конфлікт“ між двома визначними вченими України долив масла до того вогню переслідувань, який роздмухували Львівські обласний і міський комітети компартії України навколо особи М.Возняка за те, що академік офіційно не відмовився у 1946 на загальних зборах інтелігенції м. Львова від своїх „помилок“, а точніше від своєї „Історії української літератури“, якою нібито „спекулювали бандерівці“ у своїх антирадянських прокламаціях» — писав учень академіка. У звіті Возняка як керівника академічної філії Інституту української літератури ім. Т. Шевченка від 19.08.1944 («Тематика Львівської Філії Інституту української літератури ім. Т. Г. Шевченка») стверджено: «Під моїм керівництвом приготовано до друку двадцять томів писань Івана Франка, і по різних перипетіях із поправками помилок, переробками недоладок приготовленого я прочитав, сконтролював і підписав двадцять томів до друку. Наскільки мені відомо, вийшли в світ усього два томи, але й вони, мабуть, знищені воєнною хуртовиною. Таким чином, перед Львівською Філією Інституту літератури виринає питання, що задумала зробити Академія наук із вислідами її праці перед вітчизняною війною: чи доведеться їй далі працювати над Франком і над чим саме, чи треба буде приступити до праці над іншими темами, в першій мірі про західноукраїнських письменників, і на теми, ціллю яких було б і зв'язати найтісніше західноукраїнські землі з її материком. Виникає також питання, чи не подумати б про повне видання писань Франка, себто не тільки його творів із красного письменства та його літературно-критичних і літературно-історичних праць, але взагалі всіх його творів, отже, крім тих, що увійшли до ювілейного видання, всієї його наукової, публіцистичної і т. д. спадщини» (ІЛ. Ф. 29. № 670 (машинопис). Отож, до кінця 1940 було попередньо скомпоновано, обговорено та вичитано 20 томів писань Франка, які пропали під час Другої світової, але безумовно стали базою наступного ювілейного видання 1955−1956. Як зазначила історик Л. Клебан (дисертація «Наукова та громадська діяльність Михайла Возняка (1881−1954)», в умовах німецької окупації вчений не припинив франкознавчих досліджень, та наголосила на тому, що у роки війни академік продовжував контактувати із Наддніпрянською Україною, зокрема із Харківським університетом, звідки отримував матеріали першого видання Франка у харківському видавництві «Рух», що його зладив упродовж 1924−1929 у 29 томах Іван Лизанівський. Також Клебан точно відзначає, що, окрім власне популяризації спадщини Франка, окупаційна влада мала ідейно-політичну мету. На цьому ґрунті і виникали конфлікти між, умовно кажучи, львівською і київською літературознавчими школами, що були спричинені «некерованістю» галицьких учених, зокрема — Возняка.
Статті М. Возняка присвячені лише одному періоду діяльності Франка — 1876−1882 рокам" (Там само. С. 3). Про цензурні заборони у літературознавчій діяльності і переслідування комуністичною владою завідувача кафедри української літератури писав його учень М. Нечиталюк так: «Був ще третій „оргвисновок“ — всіляко зволікати і стримувати видання нових книг М. Возняка про І. Франка. Збережене у моєму архіві листування між видавництвом АН УРСР і дирекцією Інституту суспільних наук, закриті видавничі рецензії і категоричні висновки редакторів у справі видання ряду книг М. Возняка, підготовлених ним до відзначення 100-літнього ювілею І. Франка (таких, як „Іван Франко популяризатор передової російської літератури“, „З життя і творчості Івана Франка“, „Велетень думки і праці“ та ін.), аж кричать про нечувану у своєму лицемірстві видавничо-рецензійну цензуру, якої зазнавали всі без винятку рукописи опального академіка, подані до республіканських видавництв». Варто відзначити, що перший «оргвисновок» — це ліквідація відділу української літератури, що ним керував академік, у структурі львівського філіалу АН УРСР; другий — виведення М. Возняка зі складу редакційної колегії ювілейного двадцятитомного видання творів І. Франка.
Друге з черги монографічне видання М. Возняка 1955 року було надруковане у Києві. Над цим збірником автор працював в останні місяці свого життя, будучи вже тяжко хворим. У статті, відібрані для збірника, він вносив чимало змін і доповнень, але не встиг повністю викінчити компіляцію своїх франкознавчих розвідок. Зокрема, остаточно не опрацьована вперше надрукована в цьому збірнику стаття «Франкова книжечка для робітників „Про працю“», а також статті про Франка як фольклориста. Безперечна цінність компендіуму у багатому фактичному матеріалі, однак помітне певне ідеологічне перенаголошення попередніх праць, закономірна, зумовлена ідеологічним пресом, самоцензура. Збірник містить 18 розділів, у яких висвітлено багатогранну діяльність Франка. Перший розділ («Іван Франко в автобіографічних висловлюваннях») подає етапи формування особистості та шлях становлення Франка як митця. Другий («З початків реалізму Івана Франка») — це матеріали й аналіз статті Франка «Літературні письма» (Друг. 1876. № 19. 13.Х), де заманіфестовано погляди молодого критика на завдання тогочасної науки про літературу. Наступний розділ — «Знахідка з часу першого ув'язнення Івана Франка». У ньому Возняк опублікував й проаналізував рукописний текст авторства Франка на чистих сторінках однієї книжки (ХІІ том «Исторических монографий и исследований» Миколи Костомарова, 1872). Зворотний бік обкладинки і обидва боки форзаца списаний сатирою Франка «Сморгонська академія». Четвертий розділ збірника — «Франкова книжечка для робітників „Про працю“», — присвячений співробітництву Франка з польським часописом «Praca» та аналізу «Про працю»: «… анонімна книжечка Франка є збірником його статей, надрукованих у „Pracy“ під заголовком „Робітничі питання“». П'ятий розділ має назву «Перша передмова І. Франка до перекладу „Фауста“». Шостий досліджує «Співробітництво Франка в „Prawdzie“ Свєнтоховського», яке розпочалося дописом «Z Czervonej Rusi» в № 6 за 1884 під псевдонімом «Мирон». У сьомому комплексно висвітлено листовні контакти з відомою польською письменницею («Еліза Ожешко і Іван Франко у взаємному листуванні»). «Стаття І. Франка „Українські партії в Галичині“, що була написана для петербурзького тижневика „Kraj“ як оцінка політичного життя наддністрянських українців у той час, у викладі Возняка розглядається як автобіографічний документ, бо Франко тут говорить про свою участь у народовецькому „Ділі“, про Івана Белея, редактора „Світу“, та інших молодих співробітників цього журналу».
Дев'ятий розділ — «Незакінчена повість Франка», — побудований на матеріалах статті Возняка 1929 під назвою «„Не спитавши броду“, невикінчена повість Франка». Десятий — «Участь Франка у „Веселці“». Матеріали цієї збірки уклала студентська українська громада Києва, прозові статті тут чергуються з піснями та найкращими віршами Шевченка й інших новочасних поетів. У цій збірці надрукований вірш Франка «Наймит». Одинадцятий розділ досліджує життя Целіни Журовської, що була прототипом героїні цього твору («З історії „Леля і Полеля“»). Дванадцятий — «Рядки доповіді І. Франка про російську літературу». Тринадцятий — «Стаття І. Франка „Формальний і реальний націоналізм“». Наступний — «Тюремні чернетки Івана Франка». 
У п'ятнадцятому («До історії тексту п'єси Івана Франка „Украдене щастя“») Возняк детально розглядає історію подання драми Франка на часописний конкурс та публікує документи про оцінки журі, зокрема, Ом. Огоновського («У автора талант драматичний, але в характеристиці дійових осіб проявляється тенденція радикальна. Такі особи з неморальними прикметами годі виставляти на сцені») та Є. Олесницького («… драма повна живої акції, найкращі частини її — це процеси психологічні дійових осіб, які переведені природно і з глибоким знанням людської душі. Під сценічним оглядом не можна цій драмі нічого закинути. Вона написана з знанням сцени і безперечно буде будити ефект в представленню».
Системним, але, на жаль, невикінченим є розділ «З діяльності Івана Франка як фольклориста». У сімнадцятому («Франко як дослідник і історик української літератури») Возняк розглядає діяльність Франка у трьох ракурсах: а) система історії української літератури у Франка; б) праці Франка про фольклор; в) від критика й дослідника літератури до її історика. Завершує збірник розділ «Поезія Шевченка в німецьких перекладах Франка».
Остання з черги франкознавча книга Возняка, що була опублікована через чотири роки після його смерті, має назву «Велетень думки і праці» (К., 1958. 401с.).

## Публікації
- Твори М. Возняка на Чтиві. [Архівовано 20 вересня 2012 у Wayback Machine.]
- Vozniak, Mykhalo, 1881–1954 — книги М. Возняка в Інтернет-архіві.
- Історія української літератури. Т. 1 : До кінця XV віку: (з 53 іл.). — У Львові: Накладом Т-ва «Просвіта», 1920. — 344 с. : іл. — (Загальна бібліотека «Просвіти» ; ч. 1). [Архівовано 25 вересня 2018 у Wayback Machine.]
- Історія української літератури. Т. 2 : Віки XVI—XVIII, ч. 1: (з 46 іл.). — Львів: Накладом Т-ва «Просвіта», 1921. — 416 с. : іл. — (Загальна бібліотека «Просвіти» ; ч. 4). [Архівовано 25 вересня 2018 у Wayback Machine.]
- Історія української літератури. Т. 3 : Віки XVI—XVIII, ч. 2: (з 54 іл.). — У Львові: Накладом Т-ва «Просвіта», 1924. — IV, 564 с. : іл. — (Загальна бібліотека «Просвіти» ; ч. 5). [Архівовано 25 вересня 2018 у Wayback Machine.]
- Початки української комедії (1619—1819) / Михайло Возняк. — Львів: Вид. «Всесвіт. б-ки», 1919 (обкл. 1920). — 251 с. — (Всесвітня бібліотека ; № 19). [Архівовано 19 лютого 2019 у Wayback Machine.]
- Наукова хроніка: стара укр. драма і новійші досліди над нею; ст. із Записок Наук. Тов. ім. Шевченка, т. 112 / М. Возняк. — Київ: б. в., 1911?. — С. 140–191. [Архівовано 19 лютого 2019 у Wayback Machine.]
- Возняк М. Старе українське письменство: вибір для серед. шк. / Михайло Возняк. — Львів: Накладом Укр. пед. т-ва, 1922. — 512 с. : іл., табл. [Архівовано 21 жовтня 2020 у Wayback Machine.]
- І. Франко «Лель і Полель», сучасна повість / М. Возняк // Твори, т. ХХХ. — Київ, 1929. — 312 с.
- «Громадський друг» (1878–1928) / М. Возняк // Червоний шлях. — Харків, 1929. — № 4. — С. 128—155.
- Від автора — передмова до збірника «З життя і творчості Івана Франка». — Львів.
- «Гутак». Недрукований початок повісті Івана Франка / М. Возняк // За сто літ. — Харків — Київ, 1929. — Кн. 4. — С. 201—224.
- «З акордів ненависті» Івана Франка / М. Возняк // І.Франко, Зб. IV, ЛДУ. — Львів, 1955.
- «На вершку» Івана Франка. Кілька хвиль з життя людей «нічо не зробивших». Оповідання / М. Возняк // За сто літ. — Харків — Київ, 1928. — Кн. 2. — С. 251—272.
- «Не спитавши броду» (Невикінчена повість І.Франка) / М. Возняк // Діло. — Львів, 1929. — № 99
- "Про джерела Франкової п'єси «Учитель» — стаття. — Львів.
- «Слово полку Игоревъ» в переспіві І. Франка (1873 р.) / М. Возняк // І.Франко. Статті і матеріали, Зб. ІІІ, ЛДУ, 1952. — С. 5-6.
- «Терен у нозі». Надрукована поема І. Франка / М. Возняк // За сто літ. — Харків — Київ, 1927. — Кн. 1. — С.266-273.
- Zycie i tworczoscwielkiegopoety (Івана Франка) / М. Возняк // CzerwonySztandart. — Львів, 1946. — № 106
- Автобіографії його і особистий листок по обліку кадрів. — Львів, 1939–1940.
- Автобіографічний документ І.Франка з 1892 р. / М. Возняк // Новий час. — Львів, 1938. — № 15.
- Автобіографічний елемент в оповіданні Франка «На дні»/ М. Возняк // Рад. літ. — Київ, 1940. — Кн. 5-6. — С. 73-153.
- Апокрифи і легенди з українських рукописів зібрав і упорядкував др. І. Франко / М. Возняк. ‒ Львів: «Літературно-Науковий Вісник»,1910. — Т. 5. — кн. 12. — С. 630—631.
- В десятилітні роковини смерті Ів. Франка / М. Возняк // Календар т-ва «Просвіта» на 1926. — Львів. — С. 195–198.
- Велетень праці і думки. Монографія. — Львів, 1951-52. — 1020 л. (Чорновий автограф з поправками чорнилом і кольоровим олівцем). — Воз. 21 / п. 7.
- Виборче беззаконня проти І. Франка / М. Возняк // І.Франко, Зб. І, ЛДУ. — Львів, 1948. — С. 65-87.
- Викриття реакційної суті християнської моралі в «Легенді про святого Маріна» Івана Франка / М. Возняк // І. Франко. Статті і матеріали, Зб. ІІІ, ЛДУ, 1952. — С. 25-30.
- Вимоги Франка від української літератури / М. Возняк // Література і мистецтво. — Львів, 1941. — № 1. — С. 36-39.
- До генези й розуміння Франкової поеми «Похорон» / М. Возняк // Діло. — Львів, 1934. — № 138, 140—143, 146—147.
- До джерел Франкового «Похорону» / М. Возняк // Радянська Література. — Київ, 1941. — Кн. 3. — С. 209—220.
- До діяльності Михайла Комарова / М. Возняк // Життя і революція. — Київ, 1928. — № 5. — С. 12-46.
- До зв'язків М. М. Коцюбинського з Галичиною / М. Возняк // Записки історичного та філологічного факультетів ЛДУ, 1940. — Т.1. — С. 149—202.
- До історії видань творів Івана Франка / М. Возняк // І. Франко, Зб. ІІ, ЛДУ. — Львів, 1949. — С. 223—224.
- До історії тексту «Украдене щастя» І. Франка /    М. Возняк // Рад. Львів. — Львів, 1945. — № 2-3. — С. 46-57.
- До поглядів Івана Франка на українську літературу / М. Возняк // Життя і революція. — Київ, 1926. — № 9. — С. 42-50.
- До початків спів робітництва Івана Франка в «Зорі». (Шість листів І.Франка до Омеляна Партицького) / М. Возняк // Культура. — Львів, 1924. — № 2. — С.105-118.
- До публіцистичної діяльності І. Франка в рр. 1879—1883 / М. Возняк // За сто літ. — Харків — Київ, 1929. — Кн. 4. — С. 225—268.
- До соціалістичного світогляду Ів. Франка / М. Возняк // Зб. «Іван Франко». — Київ, 1926. — С. 125—179.
- До статей Франка про німецькулітературу // «Львівські вісті», 1942. — Ч. 95, 96. — С. 2
- До статей Франка про німецьку літературу / М. Возняк // «Львівські вісті», 1942. — ч.95-98.
- До тексту повісті Франка "Борислав сміється. Стаття. — Львів, 1940-ві. — 11 л. /     Воз. 67, п.18.
- До теми «Іван Франко популяризатор передової російської літератури / М. Возняк // І. Франко, Зб. IV, ЛДУ. — Львів, 1955. — С. 224—225.
- До фольклорних занять Івана Франка / М. Возняк // І.Франко, Зб. І, ЛДУ. — Львів, 1948. — С. 15-39.
- Еліза Ожешко й Іван Франко у взаємному листуванні / М. Возняк // Літературна критика. — Київ, 1940. — Кн. 6. — С. 27-41.
- Енгельс у Франковому перекладі / М. Возняк // Культура. — Львів, 1926. — № 4-9. — С. 91.
- Епізоди культурних зносин галицької і російської України в І половині ХІХ в. / М. Возняк. — „Записки Укр. Науков. Т-ва в Києві“, 1914. — Т. 13. — С. 53-142.
- Життя і значення Івана Франка / М. Возняк. — Львів, 1913. — 40 с.
- Журнальні плани Франка в рр. 1884-86 / М. Возняк // Україна. — Київ, 1927. — Кн. 3. — С. 17-88.
- З галицького життя перед 50-ма роками. Франко в „Правді“ Свєнтоховського / М. Возняк // Календар для всіх. — Львів, 1939. — С. 118—126.
- З діяльності І.Франка як етнографа (В 10 річницю смерті) / М. Возняк // Первісне громадянство. — Київ, 1928. — Кн. 1. — С. 145—163.
- З життя й діяльності Івана Франка в рр.. 1881—1884 (його листи до Івана Белея) / М. Возняк // Культура. — Львів, 1925. — № 1. — С. 53-68; № 2. — С.43-77.
- З життя і творчості Івана Франка / М. Возняк // Вид. АН УРСР. — Київ, 1955. — 304 с.
- З листів Корнила Устияновича до Франка / М. Возняк // Новий час. — Львів, 1938. — № 32-34 (Літ.-наук. додаток).
- З невикінченої повісті Франка „Не спитавши броду“ / М. Возняк // Червоний шлях. — Х.,1927. — № 1. — С. 5-54.
- З недрукованих поезій Франка / М. Возняк // Глобус. — Київ, 1926. — № 14. — С.296.
- З недрукованих поезій Франка / М. Возняк // Світ. — Львів, 1925. — № 5.
- З недрукованих творів Івана Франка
- М. Возняк // Культура. — Львів, 1925. — № 4. — С. 2-18.
- З недрукованої Франкової лірики 80 рр. ХІХ ст. / М. Возняк // Світ. — Львів, 1926. — № 11-12. — С. 3-4.
- З ненадрукованих творів Івана Франка. І. Франко. „Історія товпки солі“. Поема, посвячена пам'яті батька мого, Яця Коваля / М. Возняк // Культура. — Львів, 1925. — № 5. — С. 72-94.
- З нових матеріалів про І.Франка / М. Возняк // Україна. — Київ, 1946. — № 10. — С. 25-26.
- З першого заарештувань І.Франка / М. Возняк // Нові шляхи. — Львів, 1931. — № 1. — С. 53-58 (наукова студія); № 2. — С. 176—182.
- З початків реалізму І. Франка / М. Возняк // І.Франко, Зб. ІІ, ЛДУ. — Львів, 1949. — С. 207—211.
- З приводу двадцятиліття „Кобзаря“ в редакції В. Доманицького / М. Возняк // За сто літ. — Харків — Київ, 1930. — Кн. 5. — С. 272—304.
- Зв'язки Павла Арсеновича Грабовського з Західною Україною / М. Возняк // Наукові записки Львівського державного університету, 1946. — Т. ІІІ, серія філологічна, в. І. — С. 3-71.
- Знайдений початок листа І. Франка до М. Драгоманова 1881 р. / М. Возняк // І.Франко, Зб. ІІ, ЛДУ. — Львів, 1949. — С. 227—230.
- И. Франко и Лев Толстой / М. Возняк // Львов. Правда. — Львов, 1946. — № 68.
- Иван Франко в борьбе с Ватиканом — злейшим врагом славянских народов / М. Возняк // Правда. — Львов, 1953. — № 202.
- Иван Франко о русской литературе / М. Возняк // Львов. Правда. — Львов, 1946 — № 204
- Искры разгоревшегося пламени / М. Возняк // Сов. Україна. — Київ, 1940. — № 212.
- І. Франко про Л. Толстого / М. Возняк // Літ. газета. — Київ, 1945. — № 2.
- І. Франко. Пісня і праця / М. Возняк // Вибір оповідань і поезій. — Львів, 1926. — С.174.
- Іван Липа й Франко / М. Возняк // Новий час. — Львів, 1937. — № 118.
- Іван Франко — популяризатор передової російської літератури / М. Возняк. — Київ: АН УРСР, 1953. — 58 С.
- Іван Франко „Іригація“ / М. Возняк // Життя і революція. — Київ, 1927. — № 6. — С. 289—306.
- Іван Франко в 1883—1884 рр. про польське питання / М. Возняк // Дослідження з мови та літератури, Наук. Зап. Л. Філ. АН. — Київ, 1954. — Т. ІІІ. — С. 3-15.
- Іван Франко в автобіографічних висловах / М. Возняк // Жовтень. — Львів, 1951. — № 4. — С. 75-84.
- Іван Франко в боротьбі з Ватиканом, як лютим ворогом слов'янських народів / М. Возняк // Наук. Зап. Л. Філ. АН. — Київ, 1953. — Т. 1. — С. 37-47.
- Іван Франко в добі радикалізму/ М. Возняк // Україна. — Київ, 1926. — Кн.6. — С. 115—163.
- Іван Франко з нагоди ювілею сорокалітньої літературної праці / М. Возняк. — Львів: Ілюстрований народний календар т-ва „Просвіта“, 1913. — С. 49-67.
- Іван Франко і баденівські вибори 1897 року / М. Возняк // І. Франко, Зб. IV, ЛДУ. — Львів, 1955. — С. 46-74.
- Іван Франко під час виборів 1897 р. / М. Возняк // В. Укр. — Львів, 1951. — № 44.
- Іван Франко про Карпенка-Карого / М. Возняк // Вільна Укр. — Львів, 1945. — № 178.
- Іван Франко про Лесю Українку / М. Возняк // Літ. газета. — Київ, 1946. — № 9.
- Іван Франко та Андрій Чайковський / М. Возняк // Краківські вісті, 1942. — ч.109-118.
- Іван Франко у виданнях, редагованих Лукичем (за листуванням В.Лукича з І.Франком) / М. Возняк // Радянська література. — Київ, 1940. — Кн. 7. — С. 188—216.
- Іван Франко. Гуцульський король (першодрук) / М. Возняк //„І.Франко“ Зб. І, ЛДУ. — Львів, 1948. — С. 5-14; Рад. Львів, 1949. — № 8. — С. 6-12
- Іван Франко. Северин Гощинський — поет-герой / М. Возняк // Новий час. — Львів, 1936. — № 82.
- Із посмертної поетичної спадщини Ів. Франка / М. Возняк // Культура. — Львів, 1926. — № 4-9. — С. 20-44. Подав М. Возняк.
- Із страху перед життєвою небезпечністю. Коли розходились Іван Франко і Ольга Білинська / М. Возняк // Назустріч. — Львів, 1937. — № 11.
- Листи Івана Франка до В. Левицького / М. Возняк // Україна. — Київ, 1927. — Кн. 5. — С. 99-105.
- Листи Івана Франка до Климентії Попович / М. Возняк // І.Франко. Статті і матеріали, Зб. ІІІ, ЛДУ, 1952. — С. 54-66.
- Листування І. Франка і М. Драгоманова / М. Возняк // Книга „Матеріали для культури й громадської історії Західної України“. — Київ, 1928. — Т. 1. — 508 С.
- Матеріали до життєпису Франка (З додатком двох недрукованих його автобіографій) / М. Возняк // За сто літ. — Харків — Київ, 1927. — Кн. 1. — С. 166—186.
- На порозі студій над Іваном Франком / М. Возняк // Діло. — Львів, 1925. — № 118.
- Нариси про світогляд Івана Франка / М. Возняк // ЛДУ. — Львів, 1955. — 194 с.
- Невідомий голос І.Франка в університетській справі / М. Возняк // Краківські вісті, 1942. — ч.148.
- Невідомий голос Івана Франка в університетській справі // Краківські вісті, 1942. — Ч.148. — С.3-4.
- Недокінчена друком праця І.Франка з історії українського театру / М. Возняк // Річник українського театрального музею. — Київ, 1930. — Т.1. — С. 41-75.
- Недокінчена Франкова трилогія / М. Возняк // Новий час. — Львів, 1938. — № 21-23 (Літ.-наук. вісник).
- Недопущення Івана Франка до доцентури у Львівському університеті / М. Возняк // „І. Франко“, Зб. І, ЛДУ. — Львів, 1948. — С. 43-63; журнал Рад. Львів, 1949. — № 8. — С. 34-40;
- Недрукована поема Франка „Св. Валентій“ / М. Возняк // Червоний шлях. — Харків, 1926. — № 9. — С. 5-40.
- Недрукована стаття І.Франка. Іван Франко „Формальний і реальний раціоналізм“ (Кілька уваг про ІХ і Х випуск „Правди“) / М. Возняк // Назустріч. — Львів, 1936. — № 11.
- Недруковані поезії Франка / М. Возняк // Глобус. — Київ, 1926. — Ч. 13. — С. 178
- Незакінчена трилогія Івана Франка „Чорна хмара“ / М. Возянк // Рад. Літ. — Київ, 1940. — № 11-12. — С. 333—342.
- Нездійснена мрія І. Франка / М. Возняк // Вільна Укр. — Львів, 1945. — № 174.
- Німецька доповідь Франка для Шведа про Україну /  М. Возняк // «Львівські вісті», 1942. — ч.133-136 і оправлення похибок ч.138.
- Німецька доповідь Франка для шведа про Україну // «Львівські вісті»,1942. — № 133—136.
- Нові рядки Івана Франка про російську літературу / М. Возняк // Література і мистецтво. — Київ, 1945. — № 4; В. Укр. — Львів, 1945. — № 44.
- Пам'яті Івана Франка. Опис життя, діяльності й похорону / М. Возняк. — Відень,1916. — 92 с.
- Паспорти видані австрійськими та німецькими органами влади
- Перша любов Івана Франка / М. Возняк // Календар Українського Народного Союзу на 1927 р., Jersey City N. V. — С. 35-55.
- Перше видання „Кобзаря“ / М. Возняк // Жовтень. — Львів, 1955. — № 3. — С. 93-97.
- Першодруки Лесі Українки / М. Возняк // Літ.-критичний збірник ЛДУ. — Львів,1951. — С. 20-51.
- Писатель-учений / М. Возняк // Сов. Україна. — Київ, 1941. — № 123.
- Початок „Пісні про Нібелюнгів“ у переспіві Франка // «Львівські вісті», 1942. — № 264-266.
- Початок пісні про Нібелунгів в переспіві Франка / М. Возняк // «Львівські вісті», 1942. — ч.264-266.
- Про принципи видавання творів І. Франка / М. Возняк // Вісник АН УРСР. — Київ, 1951. — № 7. — С. 48-60.
- Розділ Марксового „Капіталу“ в перекладі І. Франка / М. Возняк // Культура. — Львів, 1926. — № 4-9. — С. 54-90.
- Свідоцтво зрілості, видане Львівською академічною гімназією. — Львів, 1904. — 2арк. — Воз.688 / п.160.
- Спроба відбудови незакінченої повісті Івана Франка „Не спитавши броду“ / М. Возняк // Червоний шлях. — Харків, 1929. — № 1. — С. 5-33; № 2. — С. 5-22.
- Степан Смаль-Стоцький і Франко / М. Возняк // Новий час. — Львів, 1938. — № 33-38 (Літ.-наук. вісник).
- Титан праці. Життя і творчість І.Франка / М. Возняк // В. Укр. — Львів, 1946. — 93 с.
- Тринадцять листів Івана Франка до Ол. Кониського / М. Возняк // Життя і революція. — Київ, 1927. — № 4. — С. 84-98; № 5. — С. 233—242.
- Тюремні чернетки Івана Франка / М. Возняк // Вітчизна. — Київ, 1946. — № 5. — С.175-185.
- Участь Франка в літературній збірці „Веселка“ / М. Возняк // Новий час. — Львів, 1939. — № 21 (Літ.-наук. додаток).
- Франків „Рябина“ / М. Возняк // Записки історичного та філологічного факультетів ЛДУ, 1940. — Т.1. — С. 203—223.
- Франків розрив з польською пресою / М. Возняк // Світ. — Львів, 1926. — № 11-12. — С. 4-9.
- Франко і Лисенко / М. Возняк // Вільна Укр. — Львів, 1945. — № 58.
- Франко і Шевченко / М. Возняк // Вісті АН УРСР. — Київ, 1946. — № 3. — С.26-30.(в бібліотечному списку зазначено 1941).
- Франко І. Панські жарти. Поема з останніх часів панщини, четверте доповнення / М. Возняк. — Львів: Неділя, 1912. — № 4. Рецензія.
- Франко по партії серед галицьких українців перед 50-ма роками / М. Возняк // Діло. — Львів, 1935. — № 120—122, 124, 127, 128 і 131.
- Франко про „Тополю“ Шевченка // Львівськівісті, 1942. — Ч. 86. — С. 2.
- Франко та його батько / М. Возняк // Життя і Знання. — Львів, 1937. — № 5. — С.130-132.
- Франко у виданні „Українського Педагогічного Товариства“ / М. Возняк // Українська трибуна. — Варшава, 1922. — № 37
- Франко як дослідник і історик української літератури / М. Возняк // Укр. літ. — Київ,1945. — № 3. — С.92-111.
- Франко. Твори / М. Возняк. — Київ, 1941. — Т.ІІ(503 с.)-ХІІ (423 с.)
- Франкова переробка драми Кальдерона / М. Возняк // І. Франко, Зб. ІІ, ЛДУ. — Львів, 1949. – С. 149—152.
- Франкова популяризація соціалістичної програми з 1881 р. / М. Возняк // Культура. — Львів,1924. — № 2 (грудень). — С. 92-104.
- Франкова стаття з 1905 р. в польсько-українській справі / М. Возняк М. // Діло. — Львів, 1928. — № 254—256.
- Франкові „Три князі на один престіл“ / М. Возняк // Діло. — Львів, 1929. — № 182.
- Франкові вісти з краю Ботокудів / М. Возняк // Вікна. — Львів, 1932. — № 9. — С. 26-48.
- Хто автор „Слова від видавництва“ до Франкового перекладу „Мертвих душ“ Гоголя? / М. Возняк // Дослідження з мови та літератури, Наук. Зап. Л. Філ. АН. — Київ, 1954. — Т. ІІІ. — С. 75-79.
- Хто спричинив арештування Франка й товаришів 1877 р.? / М. Возняк // Життя і знання. — Львів, 1936. — № 5. — С. 134—136.
- Чайковський і Франко / М. Возняк // Новий час. — Львів, 1935. — № 182—189, 191, 192 і 202—204.
- Шевченко в німецьких перекладах Франка / М. Возняк // Зб. „Шевченко“. — Харків, 1930. — річник ІІ. — С. 205—220.
- Шум за вплив Анценгрубера на Франка // «Львівські вісті», 1942. — № 283-285.
- Шум за вплив Анцингрубера на Франка / М. Возняк // «Львівські вісті», 1942. — ч.283, 284, 285.
- Юнацька драматична картина Франка „Послідній крейцар“. Драматичний образ в одній дії / М. Возняк // Вікна. — Львів, 1932. — № 7-8. — С. 35-54.
- Як дійшло до першого жіночого альманаха / М. Возняк. — Львів, 1937. — 88 с.
- Павло Грабовський і Іван Франко / М. Возняк // І. Франко, Зб. IV, ЛДУ. — Львів, 1955. — С. 25-45.
- Свідоцтво уродження і хрещення, видане парафією в Вільках Мазовецьких, 1905, 1923. — 2 арк. — Воз. 4 / п. 1
- Бібліографія його наукових робіт (40-50 рр. ХХ ст.). — 65 арк. — Воз. 3.
- [Архівовано 24 вересня 2020 у Wayback Machine.] Галицькі граматики української мови першої половини XIX ст. / написав Михайло Возняк. — У Львові : Накладом наук. т-ва ім. Шевченка, 1911. — 340 с. — (Студії і матеріали до історії української філології).
- Українські пісні в польських виданнях XVII ст. : (відбитка з ”Записок Наук. т-ва ім. Шевченка”, т. CLC) / Михайло Возняк. – Львів : Друк. Наук. т-ва ім. Шевченка, 1937. – 28 с. [Архівовано 24 жовтня 2020 у Wayback Machine.]
- Українсько-руський архів. Вип. 3 : Матеріали до історії української пісні і вірші : тексти й замітки / видає Михайло Возняк. ; Наук. т-во ім. Шевченка, Іст.-філос. секція. — Львів : З друк. Наук. Т-ва ім. Шевченка, 1925. — 481-589, 2 с.
- Українсько-руський архів. Т. 9 : Матеріали до історії української пісні і вірші : тексти й замітки, вип. 1 / видає Михайло Возняк / Наук. т-во ім. Шевченка, Іст.-філос. секція. — Львів : З друк. Наук. Т-ва ім. Шевченка, 1913. — 240 с.
- Українсько-руський архів. Вип. 2 : Матеріали до історії української пісні і вірші : тексти й замітки / видає Михайло Возняк; Наук. т-во ім. Шевченка, Іст.-філос. секція. — Львів : З друк. Наук. Т-ва ім. Шевченка, 1914. — 241-480 с.
- Кирило-Мефодіївське Братство / написав Михайло Возняк. — Львів : Накладом фонду ”Учітеся, брати мої”, 1921. – 238 с. – (Учітеся, брати мої! ; ч. 3). [Архівовано 3 серпня 2020 у Wayback Machine.]
- Возняк М. Титан праці / М. Возняк. — Львів : Вільна Україна, 1946. — 93 с. [Архівовано 22 жовтня 2020 у Wayback Machine.]